# Уильямсон, Александр Уильям
Александр Уильям Уильямсон (англ. Alexander William Williamson; 1824—1904) — английский химик-органик, член Лондонского королевского общества (1855), иностранный член-корреспондент Петербургской академии наук (1891); которому принадлежат фундаментальные труды по изучению реакций этерификации. Также учёный широко известен тем, что в 1851 году синтезировал смешанные эфиры, а в 1852 году разработал способ получения кетонов.

## Биография
Александр Уильям Уильямсон родился 1 мая 1824 года в столице Британской империи городе Лондоне.
Был в числе учеников Леопольда Гмелина в Хайдельберге и Юстуса Либиха в Гиссене. Затем (после Грема) занял должность профессора химии в Университетском колледже Лондона в родном городе.
Научная деятельность учёного была сосредоточена преимущественно на теоретических вопросах органической химии. Большинство наиболее крупных и важных работ были им опубликованы в 1860-х годах.

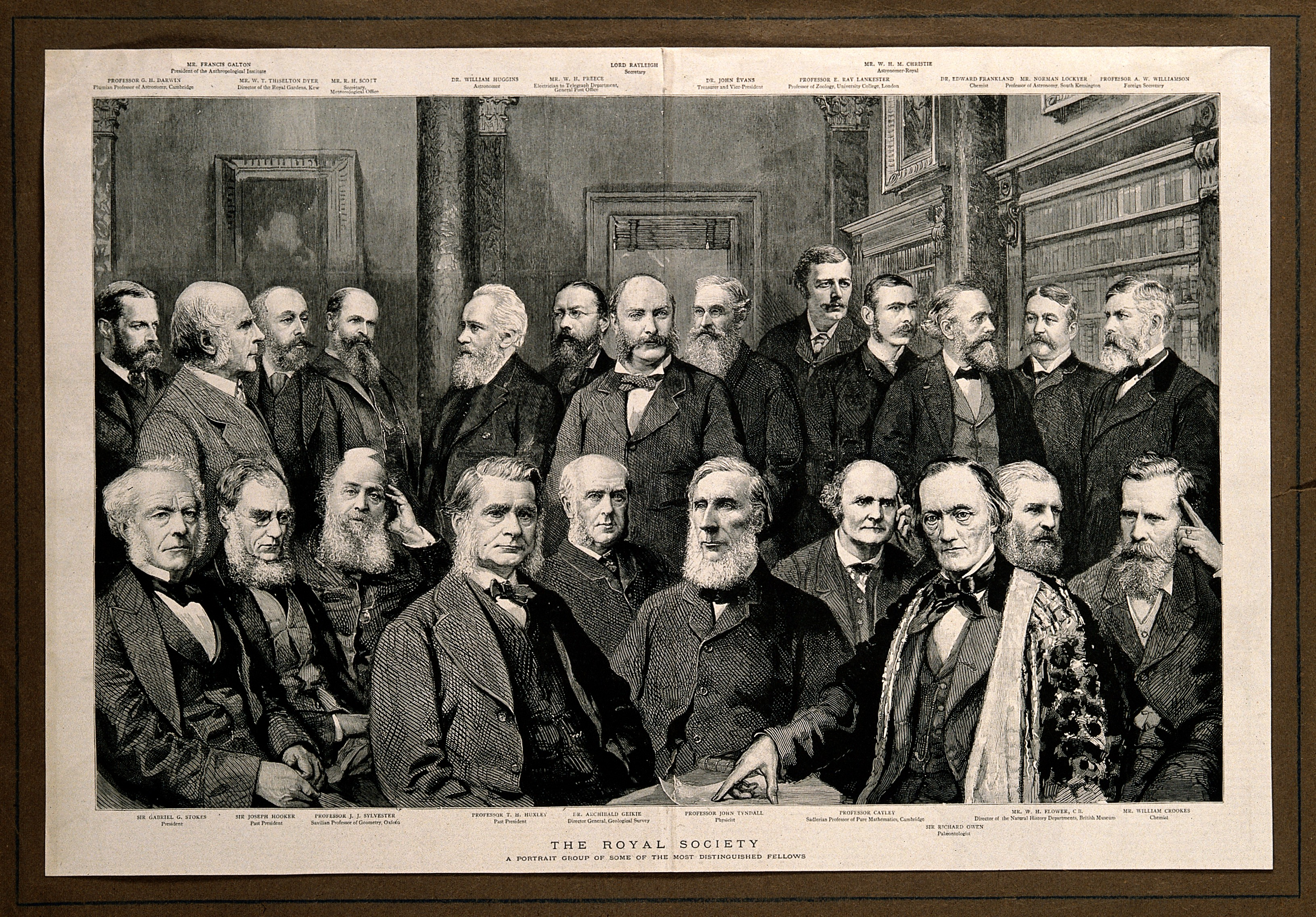
Уильямсон среди коллег-учёных

Среди этих  работ  имеют огромное значение его исследования над образованием и составом простых эфиров. Уильямсон планировал получить синтетическим путём спирты, и для этого предпринял исследование действия этилата калия на йодистый этил; при этом он рассчитывал ( см. «Ann. der Chem. und Pharm», том LXXVII, 1851, стр. 37), что этил станет на место калия и получится этилированный этиловый спирт. Подобное предположение было вполне в духе того времени. Работы Шарля Адольфа Вюртца (открытие этиламина), Августа Вильгельма Гофманна (амины) и Франкланда (реакции цинкэтила) давали основание для таких предположений. Однако вместо спирта химик получил при вышеуказанной реакции обыкновенный эфир. Это неожиданное открытие он сразу оценил по его теоретическому значению и сумел его сделать необыкновенно плодотворным. Отнеся эфир к типу воды, он совместно с Вюртцом и Гофманом дал наиболее прочное основание для разработанной вслед за этим Шарлем Фредериком Жераром теории типов.
В конце XIX - начале XX века на страницах «Энциклопедического словаря Брокгауза и Ефрона» научный вклад учёного был оценён следующим образом:
«Благодаря открытию В. последовал целый ряд исследований над замещением водорода водяного типа остатками органических соединений, особенно спиртовых и кислотных, и понятие об ангидридах как о воде, в которой оба водорода замещены остатками, укрепилось. Так, Жерар получил кислотные ангидриды по методу В. Все эти работы дали возможность установить молекулярные формулы целого ряда «органических» соединений. Рассматривая различные соединения, как воду, в которой замещен либо один, либо оба атома водорода, В. дал чисто химический способ установки молекулярных весов. Все экспериментальные работы В. представляли логическое следствие его основного воззрения, и потому в них наблюдается особенная цельность и строгая связь».
Помимо этого, в «ЭСБЕ» отмечалось, что учёный принимал участие в вопросе об «атомности» элементов и, кроме того, ещё в 1851 году высказал несколько весьма ценных взглядов по вопросам химической статики и динамики. В частности, он указал, что атомы тел находятся в движении не только во время химических процессов, но даже и при кажущемся покое — взгляд, впоследствии подробно разработанный Рудольфом Клаузиусом и другими ведущими учёными того времени.
Научные труды Уильямсона были отмечены медалью Лондонского королевского общества.
Александр Уильям Уильямсон скончался в преклонном возрасте 6 мая 1904 года в графстве Суррей.